# Watauga, Tennessee
Watauga [wəˈtɔːɡə] är en ort i Carter County, och Washington County, i Tennessee.  Vid 2010 års folkräkning hade Watauga 458 invånare.